# Cosas que hacen que la vida valga la pena
Cosas que hacen que la vida valga la pena és una pel·lícula de comèdia espanyola del 2004 dirigida per Manuel Gómez Pereira.

## Sinopsi
Hortensia Ocaña Yebra (Ana Belén) és una dona de quaranta anys que treballa a l'INEM, divorciada i amb dos fills (un petit que comparteix amb el seu ex i un gran que viu fora de casa ja). Jorge (Eduard Fernández) és un altre quarantí que ha perdut la il·lusió. També divorciat, amb una nena i en atur. Abans era professor d'autoescola. El pare de Jorge (José Sacristán) és un tipus rondinaire i que pensa que el seu fill no val per a res. Odia el xicot de la ex del seu fill: un xinès.
L'exdona de Jorge (María Pujalte) té la custòdia de la nena i viu amb un xinès. És perruquera.
Jorge i Hortensia es coneixen quan ell buscarà treball a l'oficina de l'INEM, on ella treballa. A partir d'aquí tot s'embulla i es complica per casualitats que tant Hortensia com Jorge s'obstinen a buscar.

## Repartiment
- Ana Belén - Hortensia
- Eduard Fernández - Jorge
- José Sacristán - Juan
- María Pujalte - Ángeles
- Rosario Pardo - América

## Comentaris
La pel·lícula es va rodar entre el 9 de juny i l'1 d'agost de 2003 a Madrid i es va estrenar al Festival de Cinema de Màlaga de 2004. En la resta de les sales es va estrenar el 26 de novembre d'aquest mateix any. Els exteriors de la capella de la Comunió es van rodar a l'interior del Col·legi Fundació Santa Rita de Carabanchel, Madrid.

## Premis
- Premi del públic al Festival de Màlaga.
- Premi al Millor Actor, a la Millor Actriu i a la Millor Música al Festival de Montecarlo.
- Premis Turia al Millor Actor i a la Millor Actriu.[3]
- Nominació al Goya al millor actor i a la Millor Actriu.[4]
- Nominació a la Medalla del Cercle d'Escriptors Cinematogràfics al millor actor.
- Nominació al Fotogramas de Plata 2004 a la Millor Actriu.[5]
- Nominació al Premi de la Unión de Actores al millor actor i a la millor actriu.

## Banda sonora
El tema central de la pel·lícula i de la banda sonora és Cosas que hacen que la vida valga la pena d'Antonio Martínez Ares interpretada per Pasión Vega. També es poden sentir cançons de Serrat, Sabina, Miguel Ríos o María Jiménez durant la pel·lícula.